# When the Children Cry
When the Children Cry är en powerballad, framförd av rockgruppen White Lion på albumet Pride 1987. Singeln placerade sig som bäst på tredje plats på Billboard Hot 100 i början av 1989.
I början av 2003 spelades den in av indierockgruppen Seventh Day Slumber.
Sången handlar om att ge barn hopp om fred i en värld med krig och våld.

## Låtlista
1. "When the Children Cry" – 4:18
2. "Lady of the Valley" – 6:35

## Medverkande
- Mike Tramp – Sång
- Vito Bratta – Sologitarr
- James Lomenzo – Basgitarr
- Greg D'Angelo – Trummor

## Listplaceringar
| Lista (1989) | Position |
| ------------ | -------- |
| Sverige      | 7        |